# Société Manufacturière d’Armes

Françoise Foliot – Manufacture d’armes de Saint-Étienne.

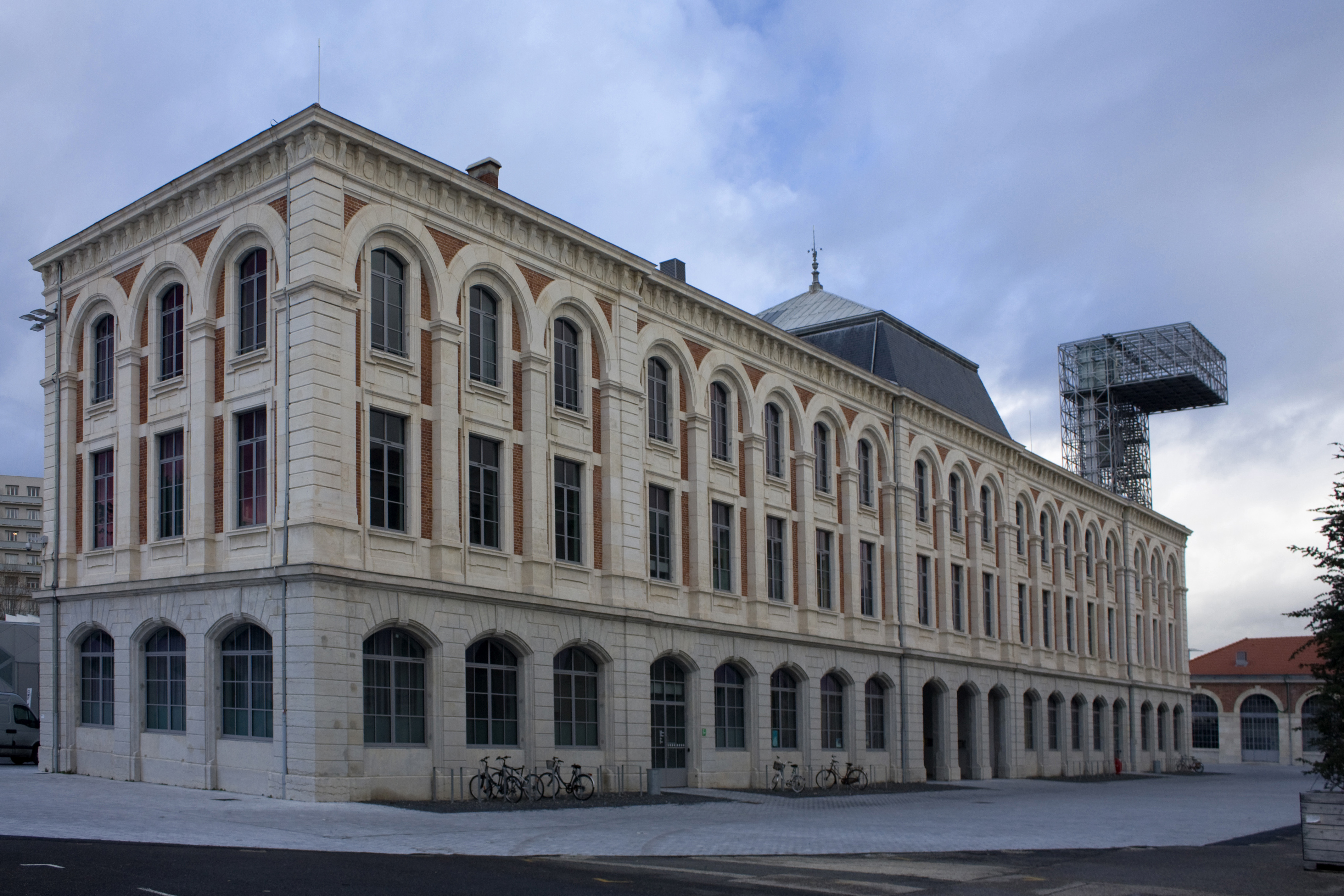
Das Fabrikgebäude in Saint Étienne (2011)

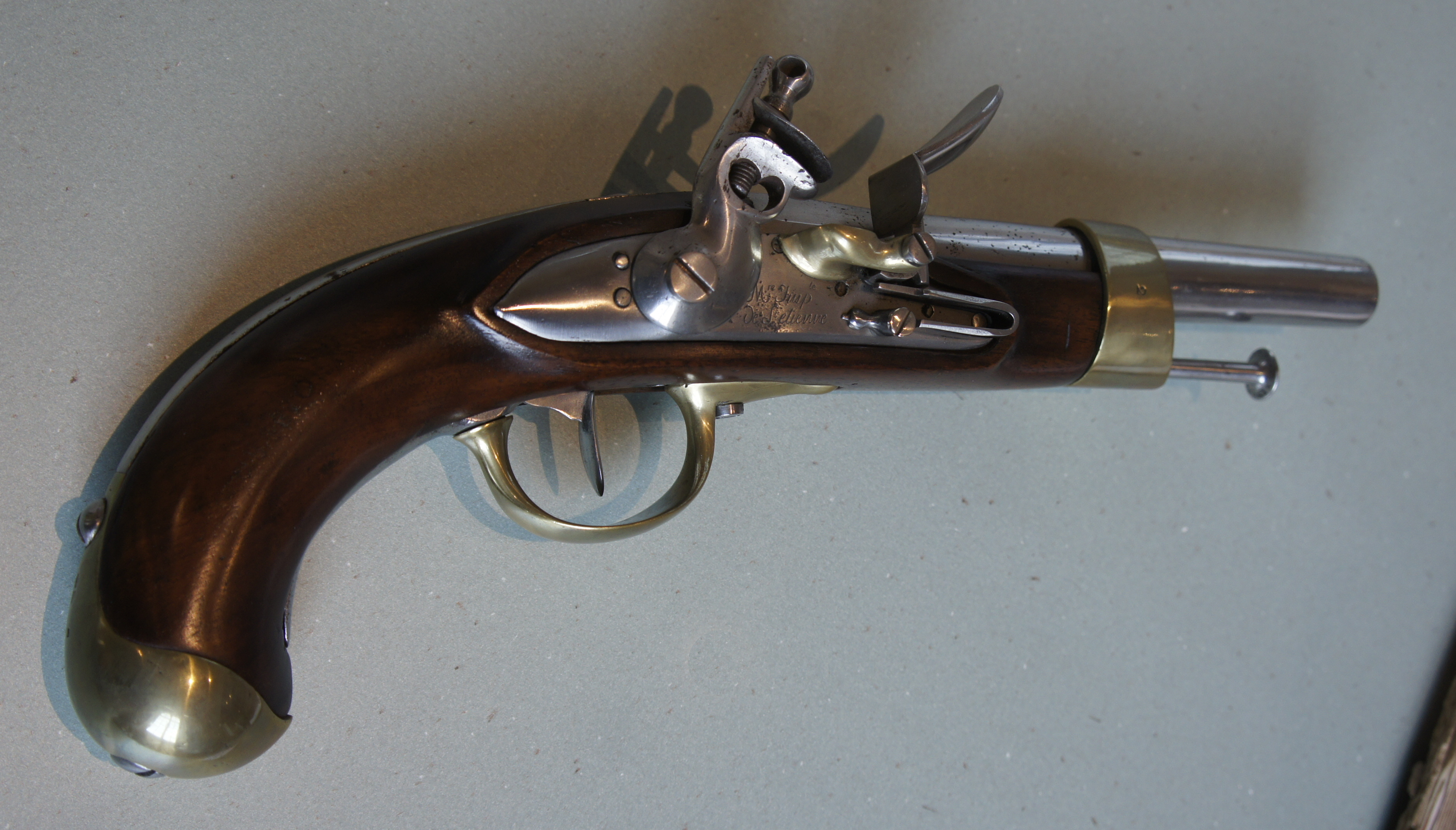
Pistolet modèle an XIII ein frühes Pistolenmodell der königlichen Manufaktur aus Saint-Étienne.

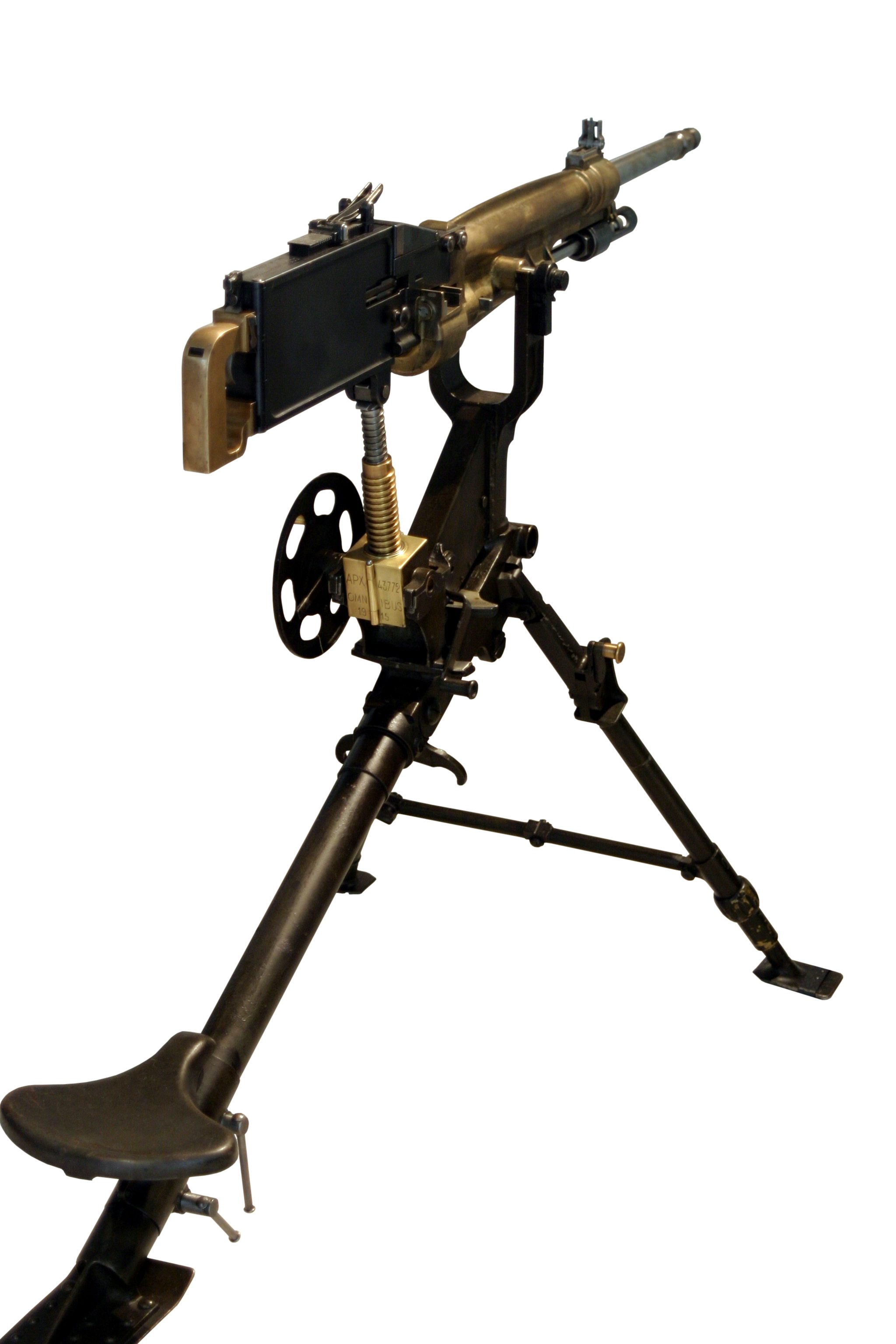
St. Étienne M1907 ein Maschinengewehr aus Saint-Etienne

Die Société Manufacturière d’Armes, ursprünglich als Manufacture d’armes de Saint-Étienne (MAS) bekannt, war ein französischer Kraftfahrzeug-, Rüstungs- und Waffenhersteller.

## Unternehmensgeschichte
Die Wurzeln des Unternehmens gehen auf die Tradition der Waffenschmiede um Saint-Étienne zurück.    Zur Ausrüstung mit standardisierter Bewaffnung des französischen Militärs ließ der französische König Ludwig XV. etliche staatlich betriebene Manufakturen und Gewehrfabriken gründen. Der ursprünglicher Name des 1765 gegründeten Betriebes war Manufacture d’armes de Saint-Étienne (MAS). Der Unternehmensstandort war an der Rue Tréfilerie in Saint-Étienne. Die Serienfertigung von Waffen mit austauschbaren Teilen wurde früh in der Produktion der französischen Rüstungsbetriebe auch in Saint-Étienne genutzt, um die logistischen Anforderungen von Napoleon in den Koalitionskriegen zu erfüllen.
1904 begann die Produktion von Automobilen. Der Markenname lautete Société Manufacturière d’Armes. Im gleichen Jahr endete die Automobilproduktion. Ein angegliedertes Unternehmen war die SA des Constructions Mécaniques de la Loire, die Fahrräder, Motorräder und Automobile als Automoto und Svelte vermarktete.

## Automobile
Soweit bekannt, entstand nur ein Modell. Dies war der 24/30 CV. Für den Antrieb sorgte ein Vierzylindermotor von Aster mit 4849 cm³ Hubraum. Der Motor war vorne im Fahrzeug montiert und trieb über eine Kardanwelle die Hinterachse an. Das Getriebe verfügte über vier Gänge.
Ein Fahrzeug existiert noch. Die Landaulet-Karosserie stammt von Carrozzeria Italiana Cesare Sala, wobei einiges darauf hindeutet, dass die Karosserie zuvor auf einem Serpollet Italiana montiert war. Dieses Fahrzeug wurde 2009 für 126.500 Pfund Sterling versteigert. Es wird gelegentlich beim London to Brighton Veteran Car Run in England eingesetzt.